# 11012 Henning
11012 Henning este un asteroid din centura principală de asteroizi.

## Descriere
11012 Henning este un asteroid din centura principală de asteroizi. A fost descoperit pe 15 mai 1982 la Observatorul Palomar par l'Observatorul Palomar. Asteroidul prezintă o orbită caracterizată de o semiaxă mare de 2,59 ua, o excentricitate de 0,12 și o înclinație de 3,7° în raport cu ecliptica.